# Luperodes pilosus
Luperodes pilosus es una especie de insecto coleóptero de la familia Chrysomelidae.
Fue descrita científicamente en 1925 por Bowditch.